# Годзан бунгаку
Годзан бунгаку (кит. трад. 五山文學, упр. 五山文学, пиньинь Wushan wenxue, буквально: «Литература пяти гор (монастырей)») — движение в японской литературе, связанное с активным воспроизведением форм, распространённых в Китае в период правления династии Сун. Началось и поддерживалось в период Камакура в Киото и Камакуре, в сложившейся незадолго до этого дзэнской системе Пяти монастырей (годзан), откуда и название. Считается высшей точкой развития японской литературы на китайском языке, согласно мнению В. Н. Горегляда, вошедшему в БСЭ.

## Состав
Годзан бунгаку включает поэзию и художественную прозу, словари и энциклопедии, различные виды комментаторской литературы.
В годзан бунгаку использовался почти исключительно классический китайский язык, за исключением нескольких стихотворений на японском языке. Часто произведения годзан бунгаку были прямыми подражаниями китайским.
В рамках годзан бунгаку изменилась система обучения: монахи системы годзан, оставаясь практиками бестекстовой медитации дзэн, стали  изучать конфуцианский канон и конфуцианство эпохи Сун.
Как правило, исследователи обращают внимание именно на поэзию годзан бунгаку,[страница не указана 2785 дней] подчёркнуто утончённую, в т. ч. стихи гатхи (гэ).

## История
Зачинателем движения считается Ишань Инин, дзэнский монах, посланный в 1299 году из Китая в Японию с дипломатической миссией и оставшийся в Японии. Он был весьма искушён как в учении Будды, так и в различных видах светской книжной деятельности. Он оставил ряд выдающихся учеников. Однако многие японские монахи продолжили его дело благодаря обучению в юаньском Китае.
Основным содержанием ранней годзан бунгаку стала проповедь дзэн, «знания вне учения», описание внутреннего состояния человека в момент сатори. В середине XIV века центр годзан бунгаку переместился в Киото, где произошёл поворот «от религии к искусству». Наиболее известные поэты — Мусо Сосэки (1275—1351) и Сэссон Юбай (1290—1346). Авторы годзан бунгаку начали разработку эстетических категорий югэн, ваби и саби.
Литература годзан бунгаку, оказав существенное влияние на последующую культуру Японии в целом (в том числе на изобразительное искусство и развитие эстетики), потеряла своё влияние вместе с системой годзан в период Сэнгоку (1467—1568).
В XVII веке наследниками нехудожественной прозы годзан бунгаку стали представители школы кангаку (китайской науки), которые исследовали, комментировали и переводили памятники китайской классики.

## Виднейшие представители
- Ишань Инин
- Мусо Сосэки
- Сэссон Юбай
- Кокан Сирэн
- Иккю Содзюн (также просто Иккю)
- Дзэккай Тюсин
- Гидо Сюсин